# Douchy-lès-Ayette
Douchy-lès-Ayette település Franciaországban, Pas-de-Calais megyében. Lakosainak száma 295 fő (2022. január 1.). Douchy-lès-Ayette Boiry-Sainte-Rictrude, Monchy-au-Bois, Adinfer, Ayette és Bucquoy községekkel határos.

## Népesség
A település népességének változása:
| Lakosok száma | 300  | 300  | 306  | 308  | 311  | 311  | 314  | 305  | 295  |
|               | 2013 | 2015 | 2016 | 2017 | 2018 | 2019 | 2020 | 2021 | 2022 |